# Madame Lacharme
'Madame Lacharme' est un  cultivar de rosier obtenu en 1872 par le rosiériste français François Lacharme qui le dédie à sa femme. Il est issu d'un croisement 'Jules Margottin' (Margottin, 1853) x 'Mademoiselle de Sombreuil' (Robert, 1851). Lacharme en quête d'une rose d'un blanc pur utilise dans ce cas une rose thé plutôt qu'une rose Noisette dans sa sélection. 'Madame Lacharme' est considéré comme l'un des meilleurs hybrides remontants blancs avant l'arrivée dix ans plus tard de 'Merveille de Lyon'. Il est introduit au commerce la même année par Joseph Schwartz.

## Description
Cet hybride remontant aux fleurs blanches s'élève jusqu'à. Ses roses (26-40 pétales) sont grosses et globuleuses. Elles sont fortement parfumées. La floraison est bien remontante. 
Sa zone de rusticité est de 7b à 10b ; il ne supporte donc pas les grands froids. Il a besoin de soleil pour bien s'épanouir, mais tolère l'ombre. Il est susceptible d'être exposé au  mildiou.
Cette variété d'importance historique n'est plus que rarement cultivée. Les amateurs l'apprécient pour son parfum et son aspect de rose ancienne.